# Abertella
Abertella is een geslacht van uitgestorven zee-egels uit de familie Abertellidae.

## Soorten
- Abertella aberti (Conrad, 1842) †
- Abertella cazonesensis (Kew, 1917) †
- Abertella dengleri Osborne & Ciampaglio, 2010 †
- Abertella gualichensis Martínez, Reichler & Mooi, 2005 †
- Abertella habanensis (Sanchez Roig, 1949) †
- Abertella kewi Durham, 1957 †
- Abertella miskellyi Kroh, Mooi, del Rió & Neumann, 2013 †
- Abertella palmeri Durham, 1957 †
- Abertella pirabensis (Marchesini Santos, 1958) †